# Paea Wolfgramm
Paea Wolfgramm (Vava'u, 1 december 1969) is een voormalig Tongaans bokser. Hij won in 1996 een zilveren medaille voor het boksen in de klasse superzwaargewicht tijdens de Olympische Spelen in Atlanta - de eerste (en tot nog toe enige) olympische medaille voor Tonga ooit.

## Levensloop
Wolfgramm, van oorsprong een rugbyspeler, begon op zijn eenentwintigste met boksen.
In 1994 werd Wolfgramm derde bij de Gemenebestspelen in Victoria, Canada en een jaar later won hij het bokskampioenschap voor Oceanië. Wolfgramm werd vervolgens uitgekozen om Tonga te vertegenwoordigen op de Olympische Zomerspelen in de Verenigde Staten. Daar presteerde hij goed en won hij, ondanks een gebroken pols en neus, een zilveren medaille. Kort na de spelen kondigde hij aan dat hij professioneel ging boksen nadat hij een vijfjarig contract aangeboden had gekregen van America Presents. Tot die tijd was hij officieel nog een amateur. De jaren daarna vielen de resultaten echter tegen en eind 2001 kondigde Wolfgramm aan te stoppen met boksen.
Wolfgramm heeft zes kinderen: vier zoons en twee dochters. Hij woont in Nieuw-Zeeland, waar hij werkt op een school.